# Кочергина, Татьяна Ивановна
Татьяна Ивановна Кочергина (до замужества — Макарец; укр. Тетя́на Іва́нівна Кочергіна́; род. 26 марта 1956, Овидиополь, Одесская область) — советская гандболистка (полусредняя), двукратная олимпийская чемпионка, вице-чемпионка мира, заслуженный мастер спорта СССР (1976). Почётный гражданин Овидиополя. Заслуженный работник физической культуры и спорта Украины.
Образование высшее. Окончила Киевский ГИФК.
Выступала за клубы: «Локомотив» Одесса (1968—70), «Спартак» Киев (1970—81), «Автомобилист» Киев, «Пламя» Бровары (1984, 1986—87).
За сборную СССР сыграла 133 матча, забила 616 голов (лучший результат среди игроков сборной).
Преподаватель и заведующая кафедрой физического воспитания и спорта в Киевском национальном университете имени Тараса Шевченко. Старший тренер гандбольной команды университета и национальной сборной ветеранов.
Президент общественной организации «Союз олимпийцев Украины».

## Биография
Воспитанница овидиопольского гандбола, начинала свой спортивный путь под руководством Владимира Семёновича Бондаренко, а её первой командой мастеров стал легендарный одесский «Локомотив» — самый титулованный клуб СССР в женском гандболе 11×11. Детство провела в деревне, благодаря чему отличалась как физически сильный игрок. Во время одной из коммерческих поездок по ФРГ в составе клуба она посетила соревнования по дойке коров и по приглашению организаторов сама подоила корову, изумив участников и зрителей.
Судьбоносным в карьере Макарец стал матч чемпионата страны, в котором одесситки встретились с киевским «Спартаком». Результативную игру Татьяны наставник киевлян Игорь Турчин оценил приглашением под знамёна своей команды.
Первого серьёзного успеха в карьере добилась в 1972 году, в составе «Спартака» став чемпионкой страны, а спустя год — обладательницей Кубка европейских чемпионов.
В 1973 году на молодёжном первенстве СССР во Львове познакомилась со своим будущим мужем — чемпионом мира Сергеем Кочергиным.
1975 год — один из самых урожайных в карьере Макарец. В составе «Спартака» она вновь стала победителем Кубка чемпионов, выиграла чемпионат СССР, а в составе сборной Украины — Спартакиаду народов СССР. На чемпионате мира советская сборная заняла 2-е место, а Макарец стала лучшим бомбардиром и обладательницей звания «Мисс гандбол».
В 1976-й стала олимпийской чемпионкой.

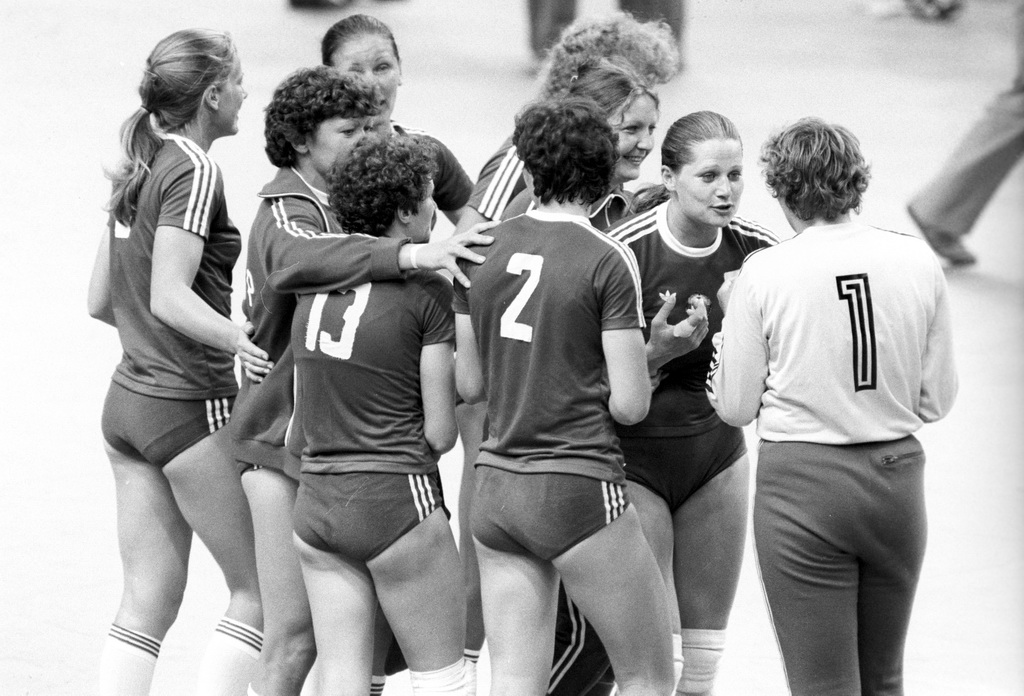
Татьяна Кочергина (вторая справа) во время Олимпиады-80

В 1978 году Татьяна Кочергина (фамилию мужа она взяла в 1976 году уже после Олимпиады в Монреале) была включена в символическую сборную мира после успешного выступления советской команды на мировом первенстве (как и в 1975-м, в 1978 году сборная СССР финишировала на втором месте), а завершился год разрывом связок во время восстановительных сборов в Шешорах. Кочергина вернулась в сборную и в 1980 году в качестве капитана привела её ко второму кряду олимпийскому триумфу, став при этом лучшим бомбардиром сборной СССР.
Решение уйти из «Спартака» Кочергина приняла в 1981 году. Серьёзные нагрузки сказывались на рецидиве старой травмы. Некоторое время провела в одесском «Локомотиве», а после рождения дочери Дарьи — в Броварах, где и завершила игровую карьеру.
В 1988 году Татьяна Кочергина начала преподавательскую деятельность, став преподавателем физкультуры в Киевском национальном университете имени Тараса Шевченко, а сегодня является заведующей кафедрой физического воспитания и спорта.
В 2010 году Татьяна Кочергина стала вице-президентом федерации гандбола Украины и курирует женский гандбол.
По её инициативе и на её призы в Овидиополе ежегодно проводится турнир среди команд девочек. Впервые этот турнир был проведён ещё в 1983 году. Матчи турнира проходят в овидиопольском Дворце спорта имени Виктора Дукова, где открыт Музей олимпийской чемпионки Татьяны Макарец.

2004 год. Овидиополь. Виктор Янукович и Татьяна Кочергина на открытии Дворца спорта им. Виктора Дукова

## Награды и достижения

### Трудовые
- Орден «Знак Почёта».
- Орден «За заслуги III степени» (22 ноября 1997)[5].
- Медаль «За трудовую доблесть».
- Почётная Грамота Президиума Верховного Совета УССР.
- Благодарность главы Киевской государственной администрации.

### Спортивные
- Олимпийская чемпионка 1976, 1980.
- Серебряный призёр чемпионата мира 1975, 1978.
- Бронзовый призёр чемпионата мира 1973.
- 5-кратная обладательница Кубка европейских чемпионов 1973, 1975, 1977, 1979, 1981.
- 10-кратная чемпионка СССР 1972—1981.
- Обладательница Кубка СССР 1977.
- Победительница Спартакиады народов СССР 1975, 1979.
- Лучший бомбардир чемпионата мира 1975 года.
- Включалась в символическую сборную мира в 1978 году.

## Статистика выступлений на крупнейших соревнованиях
| Команда      | Сезон | Олимпийские игры | Олимпийские игры | Чемпионат мира | Чемпионат мира |
| Команда      | Сезон | Матчи            | Голы             | Матчи          | Голы           |
| ------------ | ----- | ---------------- | ---------------- | -------------- | -------------- |
| Сборная СССР | 1973  | -                | -                | 3              | 11             |
| Сборная СССР | 1975  | -                | -                | 7              | 36             |
| Сборная СССР | 1976  | 5                | 29               | -              | -              |
| Сборная СССР | 1978  | -                | -                | 7              | 32             |
| Сборная СССР | 1980  | 5                | 40               | -              | -              |